# Porfiriusz Skarbek-Ważyński
Porfiriusz Skarbek-Ważyński (1730 lub 1732–1804) – chełmski biskup unicki (greckokatolicki) w latach 1790-1804,  naczelnik Komisji Porządkowej Ziemi Chełmskiej, czyli szef lokalnej cywilnej władzy powstańczej w insurekcji kościuszkowskiej.
Urodzony w 1732 r. (według niektórych dokumentów w 1730 r.) w rodzinie rzymskokatolickiej h. Abdank, syn sędziego oszmiańskiego Kazimierza i Wiktorii Wialbutówny (ród Skarbek-Ważyńskich  miał włości do 1939 r. w Oszmiańskiem, obecnie  na granicy litewsko-białoruskiej). W 1748 r. wstąpił do klasztoru bazylianów w Wilnie. Kształcił się w Kolegium Greckim w Rzymie. Oprócz języka polskiego znał łacinę, włoski i rosyjski.
Był igumenem bazyliańskiego klasztora w Buczaczu (prawdopodobnie w latach 1765–1767). Nauczyciel szkół bazyliańskich w Połocku i Buczaczu, rektor kolegium we Włodzimierzu. W latach 1782–1787 przełożony klasztoru w Żydaczowie. Dwukrotnie wybierany protoarchimandrytą (przełożonym generalnym) zakonu bazyliańskiego, sprawował ten urząd w latach 1772–1780 i 1788–1789. Od 1790 do śmierci greckokatolicki biskup chełmski.
Jako biskup w latach 1791-1803 zwołał 12 synodów diecezjalnych, troszczył się o podniesienie poziomu intelektualnego duchowieństwa i zabezpieczenie materialne diecezji. W sporach między duchowieństwem świeckim i zakonnym opowiadał się zwykle po stronie bazylianów, obsadzając nimi większość stanowisk w konsystorzu i w seminarium duchownym. Przy seminarium zorganizował drukarnię.
W ostatnich latach istnienia Rzeczypospolitej Ważyński angażował się w życie polityczne Polski. Był gorącym zwolennikiem reform Sejmu Czteroletniego i Konstytucji 3 maja. Po wybuchu powstania kościuszkowskiego 6 kwietnia 1794 r. przewodniczył zjazdowi mieszkańców ziemi chełmskiej, który uchwalił Przystąpienie do aktu powstania narodu obywateli województwa ruskiego, ziemi chełmskiej i powiatu krasnostawskiego 16 kwietnia 1794 r. wybrany został Naczelnikiem Komisji Porządkowej Ziemi Chełmskiej – lokalnego organu cywilnej władzy powstańczej.  Był  zaufanym biskupem naczelnika Tadeusza Kościuszki, z którym spotkał się w Chełmie 11 lipca 1791 r. Po klęsce wojsk kościuszkowskich pod Chełmem (8 czerwca 1794), schronił się w Galicji, wywożąc przed Rosjanami zebrane na cele powstania ofiary obywateli ziemi chełmskiej (które zdołał stamtąd przekazać do powstańczej Warszawy). Do Chełma powrócił dopiero po zajęciu miasta przez Austriaków.
Po III rozbiorze (1795) wycofał się z życia politycznego, stojąc na gruncie lojalności wobec władz austriackich.
Zmarł w Chełmie 9 marca 1804 r. i został pochowany w podziemiach katedry greckokatolickiej. Pozostawił obszerny rękopiśmienny Diariusz.

## Twórczość
- Kazanie na uroczystość bł. Jozafata Kuncewicza..., Wilno 1762.
- Kazanie na pogrzebie Mikołaja Potockiego..., Poczajów 1782.
- Orationum seu exercitationum oratoriarum... Pars prima, Wilno 1772, Pars secunda, Wilno 1773.
- [przekład] K. Massini, Zbiór dwojaki żywotów świętych Pańskich..., t. 1-13, Wilno 1786.
- [przekład] Żywot Pana naszego Jezusa Chrystusa Boga-Człowieka..., Wilno 1786 (2 wyd. Warszawa 1839).
- [przekład] J. A. Pinamonti, Piekło otwarte chrześcijaninowi, Poczajów 1790.
- [przekład] J. P.Pinamonti, Synagoga z błędu wyprowadzona..., Poczajów 1792.
- [przekład] Duch kapłaństwa Chrystusowego..., cz. 1-2, Wilno 1792.
- Katechizm albo krótkie zebranie nauki chrześcijańskiej..., Poczajów 1792[2].